# Eurygenys ricinorum
Eurygenys ricinorum är en stekelart som beskrevs av Henry Keith Townes, Jr. 1971. Eurygenys ricinorum ingår i släktet Eurygenys och familjen brokparasitsteklar. Inga underarter finns listade i Catalogue of Life.